# Nakamura Yoshikoto
Nakamura Yoshikoto est un nom japonais traditionnel ; le nom de famille (ou le nom d'école), Nakamura, précède donc le prénom (ou le nom d'artiste).
Nakamura Yoshikoto (中村 是公, Nakamura Yoshikoto) (20 décembre 1867 - 1er mars 1927) est un bureaucrate, entrepreneur, et homme politique japonais de la fin de l'ère Meiji. Il est le deuxième président de la société des chemins de fer de Mandchourie du Sud, maire de Tokyo, ministre des Chemins de fer, et membre de la chambre des pairs. Il est également appelé Nakamura Zekō ou Nakamura Korekimi.

## Biographie
Nakamura est né au domaine de Hiroshima dans l'actuelle préfecture de Hiroshima. Comme son père est un serviteur du domaine de Chōshū, Nakamura prétend pour des raisons politiques être originaire de la préfecture de Yamaguchi. Il étudie à l'école de médecine de Tokyo (actuel lycée d’Hibiya) où l'un de ses camarades de classes et amis proches est le futur auteur Natsume Sōseki. Diplômé de la faculté de droit de l'université impériale de Tokyo en 1893, Nakamura obtient un poste de bureaucrate au ministère des Finances et est envoyé dans la préfecture d'Akita. Il est ensuite envoyé travailler auprès du gouverneur-général de Taïwan où il rencontre son mentor Gotō Shinpei.
Après la signature du traité de Portsmouth à la fin de la guerre russo-japonaise en 1905, l'empire du Japon gagne les anciens territoires russes de la péninsule du Liaodong au sud de la Mandchourie, ainsi que l'ensemble des chemins de fer de Mandchourie du Sud. Une nouvelle compagnie est établie pour diriger ces voies et ses propriétés extraterritoriales, et Gotō Shinpei est recruté pour diriger cette nouvelle entreprise du fait de son expérience administrative et son succès à Taïwan. Malgré le jeune âge de Nakamura, Gotō l'embauche comme assistant. En 1908, quand Gotō est nommé ministre des Communications, Nakamura lui succède à la tête de la société ferroviaire.
Président de la compagnie, Nakamura continue de soutenir politiquement Gotō qui devient ministre de l'Intérieur dans le cabinet de Yamamoto Gonnohyōe, et une personnalité importante du parti politique Rikken Seiyūkai . Nakamura maintient également une correspondance avec son ancien camarade de classes et ami Natsume Soseki, et l'invite à effectuer une tournée en Corée et en Mandchourie en 1909 aux frais de la société en échange de publicité. Le récit de son voyage est sérialisé dans le journal Asahi Shinbun sous le titre de Mandchourie et Corée, ici et là (満韓ところどころ, Mankan tokoro-dokoro).
En 1917, Nakamura est nommé à la chambre des pairs de la diète du Japon puis devient ministre des Chemins de fer dans le cabinet de Terauchi Masatake. Nakamura devient maire de Tokyo en 1924 et fait d'importants efforts pour une rapide reconstruction de la capitale japonaise dévastée par le séisme de Kantō de 1923. Il est forcé de démissionner en 1926.
Nakamura meurt d'un ulcère gastro-duodénal en 1927 à 59 ans.